# Shades Apart
Shades Apart is een Amerikaanse alternatieve-rockband uit Bridgewater, New Jersey. Ze zijn het best bekend voor hun nummer "Valentine" dat vaak in de VS op de radio te horen was en voor hun cover van het nummer "Tainted Love."

## Geschiedenis
De band werd opgericht in 1988 en gaf hetzelfde jaar ook een album uit, genaamd Shades Apart. Er werden twee ep's uitgegeven in 1992 en 1993. In 1995 kreeg het studioalbum Save It veel aandacht in de Amerikaanse media vanwege het succes van het de cover op het nummer "Tainted Love" van Soft Cell. Na nog een uitgave in 1997 tekende de band een contract bij Universal, dat Eyewitness uitgaf in 1999 en Sonic Boom in 2001. De band werd opgeheven in 2003.

## Leden
- Mark Vecchiarelli - gitaar, zang
- Kevin Lynch - basgitaar, zang
- Ed Brown - drums

## Discografie
- Shades Apart (Wishingwell Records, 1988)
- Dude Danger (Sunspot Records, 1992)
- Neon (Skene! Records, 1993)
- Save It (Revelation, 1995)
- "Tainted Love" (1995)
- Seeing Things (Revelation, 1997)
- Eyewitness (Universal, 1999)
- Sonic Boom (Universal, 2001)